# IC 4451
IC 4451 је елиптична галаксија у сазвјежђу Кентаур која се налази на листи објеката дубоког неба у Индекс каталогу.
Деклинација објекта је - 36° 17' 10" а ректасцензија 14h 34m 37,0s. Привидна величина (магнитуда) објекта IC 4451 износи 11,7 а фотографска магнитуда 12,7. Налази се на удаљености од 43,079 милиона парсека од Сунца. IC 4451 је још познат и под ознакама ESO 385-46, MCG -6-32-10, PGC 52094.